# Loeriesfontein
Loeriesfontein ist eine Kleinstadt in der Gemeinde Hantam, Distrikt Namakwa, Provinz Nordkap in Südafrika.
Loeriesfontein ist Afrikaans für „Loeries Quelle“. Die Herkunft des Namens ist unklar, entweder wurde die Stadt nach dem Vogel „Loerie“ in Afrikaans (Turacus corythaix) benannt oder nach einer Abwandlung des Verbs „loer“ für beobachten, spähen oder verstohlen schauen. Eine alternative Erklärung besteht in der Annahme, dass der Ort nach einem jüdischen Handlungsreisenden mit dem Nachnamen Luri benannt wurde.

## Geographie
Der Ort erstreckt sich im Tal des Kamdani River, das von Bergen umgeben ist. Die Gegend gehört zur Hantam-Region. Loeriesfontein liegt 65 Kilometer nordöstlich von Nieuwoudtville und befindet sich etwa 960 Meter über dem Meeresspiegel.

## Geschichte
Die Stadt entwickelte sich ab 1894 rund um einen Dorfladen, der von dem reisenden Bibelhändler Fredrick Turner, einem Neffen von Charles Spurgeon, gegründet wurde. Der Einkaufsmarkt existiert auch heute noch und wird von einem Nachkommen des Gründers betrieben.

## Einwohner
Gemäß der Volkszählung im Jahr 2011 hatte Loerisfontein 2744 Einwohner in 807 Haushalten. Davon waren 86 % Coloureds, 11 % weiß und 1,97 % schwarz. Als Hauptsprache gaben 99 % Afrikaans an.

## Wirtschaft und Infrastruktur
Der Ort lebt von Subsistenzwirtschaft und touristischen Angeboten.
In der Nähe von Loerisfontein errichtete man einen Windpark. Zwischen 2017 und 2019 wurden hier 61 Windkraftanlagen des Typs Siemens SWT-2.3-108 aufgestellt.
Die Trinkwasserversorgung des Ortes wird seit April 1962 über ein Rohrsystem für die Bewohner gewährleistet. Allerdings sind die Verbrauchsmengen limitiert. Zuvor versorgten sich die Einwohner über eigene Bohrlöcher, Brunnen und Regenwassertanks.

## Verkehr
Loeriesfontein ist auf zwei Regionalstraßen erreichbar. Am östlichen Rand der Ortschaft vereinigen sich die R355 und die R357. Beide Straßen haben im Ort einen gemeinsamen Verlauf. Einige Kilometer westlich von Loeriesfontein nehmen sie wieder eine eigene Richtung.
Nördlich der Ortschaft befindet sich ein Flugareal mit zwei sich kreuzenden Pisten, der Loerisfontein Airport.

## Sehenswürdigkeiten

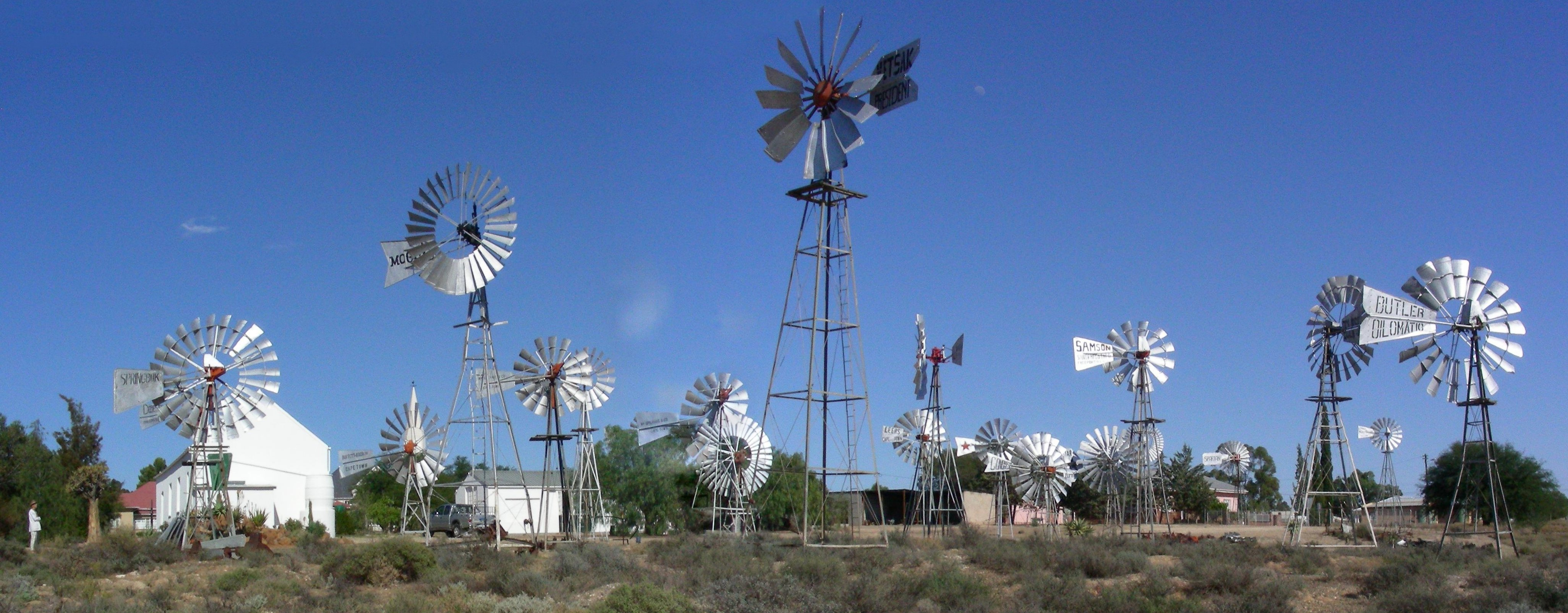
Die 27 Windmühlen

Wie im gesamten Namaqualand ist eine der Hauptsehenswürdigkeiten die jährlich zwischen Ende August und Anfang September stattfindende Wüstenblüte. Entsprechende Temperaturen und Regen vorausgesetzt, entfaltet sich hier binnen weniger Tage aus dem scheinbar leblosen Wüstenboden eine millionenfache Blütenpracht. Rund 4000 Pflanzenarten sind aus dieser Region bekannt.

### Fred-Turner-Heimatmuseum
Im Fred Turner Folk and Culture Museum werden mehr als 1000 Ausstellungsstücke aus der Zeit der Trek Farmer gezeigt. Untergebracht ist das Museum in einem alten Schulgebäude. Außerhalb der Blütezeit im Frühjahr ist das Museum nur nach vorheriger Anmeldung geöffnet.

### Windpumpen-Museum
Hier sind 27 Windräder bzw. Windpumpen aus der Region gesammelt, restauriert und funktionsfähig aufgestellt.

### Weitere Sehenswürdigkeiten
- Die im Art-Déco-Stil nach Entwürfen von Wynand Hendrik Louw von 1923 bis 1924 errichtete NG-Kirche. Im Jahre 1960 erfolgten bauliche Veränderungen nach Plänen von Wouter De Wet Bronkhorst.[8]
- An der Straße zwischen Nieuwoudtville und Louriesfontein gibt es große Bestände von Köcherbäumen (Aloe dichotoma).